# Hooge en Lage Mierde
Hooge en Lage Mierde is een voormalige Nederlandse gemeente in Noord-Brabant die in de Napoleontische tijd is gevormd maar voordien al een bestuurlijke eenheid was met een eigen schepenbank. Deze werd de Vrijheid Hooge Mierde genoemd, hoewel de schepenbank in Lage Mierde was gevestigd. Ze omvatte drie kernen: Hooge Mierde, Lage Mierde, en Hulsel. Het gemeentehuis bevond zich in Lage Mierde.
De gemeente telde in 1996 4225 inwoners en had een oppervlakte van 47,37 km².
In 1997 werd in het kader van de gemeentelijke herindeling van Noord-Brabant de gemeente opgeheven en ingedeeld in de nieuw gevormde gemeente Reusel-De Mierden.